# ريتشارد بيترز (مدير فني)
ريتشارد بيترز (بالإنجليزية: Richard Peters)‏ هو مدير فني أمريكي، ولد في 7 أبريل 1920 في فالي فولز في الولايات المتحدة، وتوفي في 26 مايو 1973 في مانهاتن في الولايات المتحدة.